# Film catastrophe
 (août 2010).
Si vous disposez d'ouvrages ou d'articles de référence ou si vous connaissez des sites web de qualité traitant du thème abordé ici, merci de compléter l'article en donnant les références utiles à sa vérifiabilité et en les liant à la section « Notes et références ».

Scène de chute de la quatrième cheminée dans Titanic, de James Cameron.

Un film catastrophe est un genre cinématographique à suspense, dont l'intrigue met en scène une catastrophe naturelle (tremblement de terre, raz-de-marée, chute de météorites, etc.) ou technologique (explosion nucléaire, crash aérien, naufrage, incendie, etc.) et les conséquences qui en découlent.
Parmi les films catastrophe les plus connus, il est possible de citer Airport, La Tour infernale, Le Choc des mondes, L'Aventure du Poséidon, Tremblement de terre, Apollo 13, Fusion, 2012 et Titanic.
Souvent inspiré d'un roman, le scénario est ordonné, la plupart du temps, de la façon suivante :
- l'exposition de la situation initiale et la présentation des personnages principaux et secondaires (liens familiaux, professions, etc.) ;
- la mise en place des éléments conduisant à la catastrophe (prévue ou inattendue) ;
- la catastrophe, elle-même, qui peut durer quelques minutes ou se prolonger jusqu'à la fin du film ;
- les conséquences et les réactions des personnages.

## L'âge d'or
L'essor du cinéma catastrophe apparaît durant la Grande Dépression des années 1930 où les difficultés économiques et sociales sont très importantes, puis retrouve un énorme succès en 1970 avec la guerre du Viêt Nam. Outre les États-Unis, le Japon est un grand producteur du genre.
En 1970, la vogue du cinéma catastrophe commence par la sortie d’Airport, un film de George Seaton avec Burt Lancaster, Dean Martin, George Kennedy et Jacqueline Bisset. Ayant pour intrigue une catastrophe aérienne, le film est nommé aux Oscars 1971, remportant celui du meilleur second rôle féminin pour Helen Hayes.
Il est suivi en 1972 par la sortie de L'Aventure du Poséidon de Ronald Neame avec Gene Hackman, Ernest Borgnine, Shelley Winters et Red Buttons. Bénéficiant d'un budget de 5 millions de dollars, le film met en scène des survivants qui doivent sortir d'un paquebot renversé par une gigantesque vague. L'Aventure du Poséidon reçoit huit nominations aux Oscars 1973, remportant celui de la meilleure chanson et un prix spécial pour ses effets visuels.
En 1974 sort Tremblement de terre (quatre nominations aux Oscars 1975), qui décrit une série de violents tremblements de terre qui ravagent la ville de Los Angeles. Mais il est éclipsé par ce qui est considéré par de nombreux critiques comme le plus grand film catastrophe des années 1970 : La Tour infernale  de John Guillermin, dont l'intrigue raconte un gigantesque incendie dans un gratte-ciel de San Francisco. Réunissant une distribution exceptionnelle, avec entre autres Paul Newman, Steve McQueen, William Holden, Faye Dunaway et Fred Astaire, il est produit par Irwin Allen pour la 20th Century Fox et Warner Bros.. Le film, nommé aux Oscars 1975, est récompensé pour la meilleure photographie, le meilleur montage et la meilleure musique originale.
Suivent L'Odyssée du Hindenburg (1975), Le Pont de Cassandra (1976) et une dizaine d'autres. Mais les échecs relatifs de L'Inévitable Catastrophe (1978), Meteor (1979), le Dernier Secret du Poseidon (1979) et Le Jour de la fin du monde (1980) traduisent une lassitude du public pour un genre surexploité.

## Renaissance

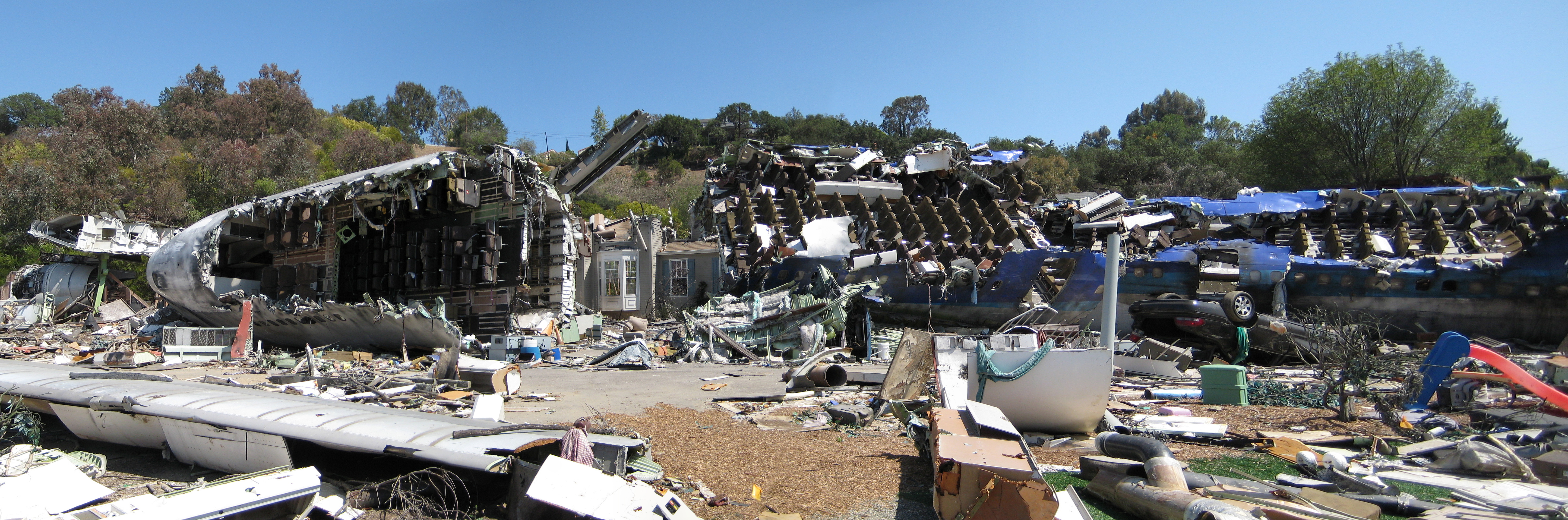
Décor extérieur permanent reproduisant à Universal Studios une scène du milieu du film La Guerre des mondes par Steven Spielberg, sorti en 2005. La reproduction a été fidèlement travaillée, comme l'attestent ces détails : 1, 2 et 3.

Les progrès considérables des effets spéciaux numériques donnent au film catastrophe un nouveau souffle dans les années 1990 : Independence Day et Les Survivants prennent la tête du box-office. On peut citer aussi Le Pic de Dante, Daylight, Volcano, Alerte !, Apollo 13, Twister, Armageddon, Deep Impact et surtout Titanic de James Cameron, récompensé onze fois lors de la 70e cérémonie des Oscars. Les films catastrophe mettant en jeu des catastrophes naturelles ont souvent comme personnage principal un scientifique qui cherche à alerter notamment les hommes politiques.
En pleine tempête explose le box-office en 2000, suivi de Fusion (2003) et Le Jour d'après de Roland Emmerich (2004) sur les destructions climatiques. En 2006, sort le remake de L'Aventure du Poséidon, intitulé Poséidon mais qui s'avère être un échec à la fois auprès du public et des critiques.
La production ne s'arrête pas pour autant : Sunshine (2007), Cloverfield (2008), Prédictions (2009) avec Nicolas Cage et 2012 qui bat des records au box-office en 2009.

## Films français
On compte peu de films catastrophe réalisés par des scénaristes français. Il est tout de même possible de citer Typhon sur Nagasaki, un film franco-japonais sorti en 1957 et réalisé par Yves Ciampi. Il s'agit pour l'essentiel d'un drame sentimental mettant en vedette Jean Marais et Danielle Darrieux. Vers la fin, le long-métrage se transforme en film catastrophe alors que le typhon du titre s'abat sur Nagasaki.
En 2022, le réalisateur Jean-Jacques Annaud raconte les évènements de l'incendie de Notre-Dame de Paris dans son film Notre-Dame brûle.